# Ramona Theresia Hofmeister
Ramona Theresia Hofmeister, nemška deskarka na snegu, * 28. marec 1996, Bischofswiesen, Nemčija.

## Kariera
Na prvič je na tekmah v evropskem pokalu nastopila januarja 2012 v Vratni, kjer je zasedla 21. mesto. V evropskem pokalu je prvič zmagala ob koncu sezone leta 2013 v paralelnem slalom v Ratschingsu. V svetovnem pokalu v deskanju na snegu je debitirala februarja 2014 v Sudelfeldu in zasedla 44. mesto.
Marca 2016 je s tretjim mestom na paralelnem slalomu v Winterbergu prvič stopila na stopničke v svetovnem pokalu. Istega leta je na mladinskem svetovnem prvenstvu v deskanju na snegu na Rogli osvojila zlato kolajno v paralelnem slalomu, v paralelnem veleslalomu pa je bila deveta.
Januarja 2018 je prvič zmagala v svetovnem pokalu na paralelnem slalomu v Bad Gasteinu. Par dni kasneje pa še v paralelnem veleslalomu na Rogli. Leta 2018 je nastopila v paralelnem veleslalomu na Zimskih olimpijskih igrah v Pjongčangu. Končala je na 3. mestu, zmagala je Čehinja Ester Ledecká in rojakinja Selino Jörg.
Na svetovnem prvenstvu v deskanju na snegu je na Rogli leta 2021 osvojila srebro v paralelnem slalomu. Na zimskih olimpijskih igrah v Pekingu februarja 2022 je bila peta v paralelnem veleslalomu.
Ramona je štirikratna skupna zmagovalka svetovnega pokala v deskanju na snegu.

## Rezultati

### Zmage
| #   | Datum             | Lokacija                | Disciplina           |
| --- | ----------------- | ----------------------- | -------------------- |
| 1.  | 12. januar 2018   | Bad Gastein             | Paralelni slalom     |
| 2.  | 21. januar 2018   | Rogla                   | Paralelni veleslalom |
| 3.  | 17. februar 2019  | Pjongčang               | Paralelni veleslalom |
| 4.  | 23. februar 2019  | Secret Garden Skiresort | Paralelni veleslalom |
| 5.  | 8. december 2019  | Bannoye                 | Paralelni veleslalom |
| 6.  | 14. december 2019 | Cortina d'Ampezzo       | Paralelni veleslalom |
| 7.  | 11. januar 2020   | Scuol                   | Paralelni veleslalom |
| 8.  | 14. januar 2020   | Bad Gastein             | Paralelni slalom     |
| 9.  | 29. februar 2020  | Blue Mountain           | Paralelni veleslalom |
| 10. | 1. marec 2020     | Blue Mountain           | Paralelni veleslalom |
| 11. | 17. december 2020 | Carezza                 | Paralelni veleslalom |
| 12. | 6. februar 2021   | Bannoye                 | Paralelni veleslalom |
| 13. | 6. marec 2021     | Rogla                   | Paralelni veleslalom |
| 14. | 16. marec 2022    | Rogla                   | Paralelni veleslalom |
| 15. | 27. januar 2023   | Blue Mountain           | Paralelni veleslalom |
| 16. | 14. december 2023 | Carezza                 | Paralelni veleslalom |
| 17. | 16. december 2023 | Cortina d'Ampezzo       | Paralelni veleslalom |
| 18. | 23. december 2023 | Davos                   | Paralelni slalom     |
| 19. | 16. januar 2024   | Bad Gastein             | Paralelni slalom     |
| 20. | 24. februar 2024  | Krynica-Zdrój           | Paralelni veleslalom |

### Uvrstitve v svetovnem pokalu
| Sezona  | Skupni seštevek | Skupni seštevek | Paralelni veleslalom | Paralelni veleslalom | Paralelni slalom | Paralelni slalom |
| Sezona  | Točke           | Mesto           | Točke                | Mesto                | Točke            | Mesto            |
| ------- | --------------- | --------------- | -------------------- | -------------------- | ---------------- | ---------------- |
| 2015/16 | 724             | 24.             | 19                   | 47.                  | 705              | 17.              |
| 2016/17 | 3050            | 7.              | 2080                 | 7.                   | 970              | 7.               |
| 2017/18 | 5390            | 3.              | 4110                 | 4.                   | 1280             | 7.               |
| 2018/19 | 4048,2          | 6.              | 3258,2               | 3.                   | 790              | 15.              |
| 2019/20 | 8260            | 1.              | 6300                 | 1.                   | 1960             | 2.               |
| 2020/21 | 593             | 1.              | 440                  | 1.                   | 153              | 6.               |
| 2021/22 | 557             | 1.              | 307                  | 1.                   | 250              | 3.               |
| 2022/23 | 584             | 2.              | 359                  | 1.                   | 225              | 4.               |
| 2023/24 | 786             | 1.              | 429                  | 1.                   | 357              | 1.               |